# Repubblica di Cina ai Giochi della XIV Olimpiade
La Repubblica di Cina partecipò ai Giochi della XIV Olimpiade, svoltisi a Londra, dal 20 luglio al 14 agosto 1948, con una delegazione di 31 atleti, di cui 1 donna, impegnati in 6 discipline, senza aggiudicarsi medaglie.

## Risultati

### Calcio
| Atleta | Classifica |                               |
| --- | --- | ----------------------------- |
| V · D · M Nazionale cinese · Calcio ai Giochi Olimpici Estivi 1948 P Chang P. R. · P Chu C. S. · D Hau Y. S. · D Nien S. S. · D Tze K. H. · C Chau M. C. · C Kao P. C. · C Kwok Y. K. · C Lau C. S. · C Sung L. S. · A Chang K. H. · A Chia B. L. · A Chu W. K. · A Fung K. C. · A Ho Y. F. · A Lai S. W. · A Li T. F. · A Yeap C. E. · CT : Lee W. T. | 9° |                               |
| Nazionale cinese · Calcio ai Giochi Olimpici Estivi 1948 | |                               |
| P Chang P. R. · P Chu C. S. · D Hau Y. S. · D Nien S. S. · D Tze K. H. · C Chau M. C. · C Kao P. C. · C Kwok Y. K. · C Lau C. S. · C Sung L. S. · A Chang K. H. · A Chia B. L. · A Chu W. K. · A Fung K. C. · A Ho Y. F. · A Lai S. W. · A Li T. F. · A Yeap C. E. · CT: Lee W. T.                                                                     | P Chang P. R. · P Chu C. S. · D Hau Y. S. · D Nien S. S. · D Tze K. H. · C Chau M. C. · C Kao P. C. · C Kwok Y. K. · C Lau C. S. · C Sung L. S. · A Chang K. H. · A Chia B. L. · A Chu W. K. · A Fung K. C. · A Ho Y. F. · A Lai S. W. · A Li T. F. · A Yeap C. E. · CT: Lee W. T. | Repubblica di Cina (bandiera) |

### Pallacanestro
| Atleta | Classifica |
| --- | ---------- |
| V · D · M Nazionale cinese - Pallacanestro ai Giochi della XIV Olimpiade 3 Cai W. · 4 Wu · 5 Yu J. · 6 Li Z. · 7 Yu R. · 8 Jia · 9 Lee · 10 Cai Z. · 11 Bao · 12 Huang · All. Song Junfu | 18°        |
| Nazionale cinese - Pallacanestro ai Giochi della XIV Olimpiade |            |
| 3 Cai W. · 4 Wu · 5 Yu J. · 6 Li Z. · 7 Yu R. · 8 Jia · 9 Lee · 10 Cai Z. · 11 Bao · 12 Huang · All. Song Junfu                                                                          |            |